# Manon Aubry
Manon Aubry (Fréjus, 22 dicembre 1989) è una politica francese, europarlamentare e co-presidente del gruppo parlamentare della Sinistra Unitaria Europea/Sinistra Verde Nordica (GUE/NGL) da luglio 2019.

## Biografia
Nata a Fréjus, laureata in affari internazionali e diritti umani presso la facoltà dell'Istituto di studi politici di Parigi, nel 2005 da studentessa prende parte alla campagna elettorale per il "No" al referendum francese sulla Costituzione Europea e, nello stesso periodo, prende parte alla mobilitazione contro la riforma dell'istruzione di François Fillon.
Dopo aver vissuto per due anni in Repubblica Democratica del Congo lavorando per una ONG che si occupava di violazioni dei diritti umani, nel 2014 diviene membro di Oxfam Francia dove si occupa principalmente di iniquità fiscale.
Nel dicembre 2018 è stata nominata dalla commissione elettorale del partito La France Insoumise capolista per le elezioni europee del 2019. In quell'occasione viene quindi eletta eurodeputata. Dopo l'insediamento al Parlamento europeo, il gruppo parlamentare Sinistra Unitaria Europea/Sinistra Verde Nordica (GUE/NGL) la nomina copresidente del gruppo insieme al tedesco Martin Schirdewan.
Nel gennaio 2024 è stata nominata capolista LFI per le elezioni europee del 2024.